# Nobuyuki Anzai

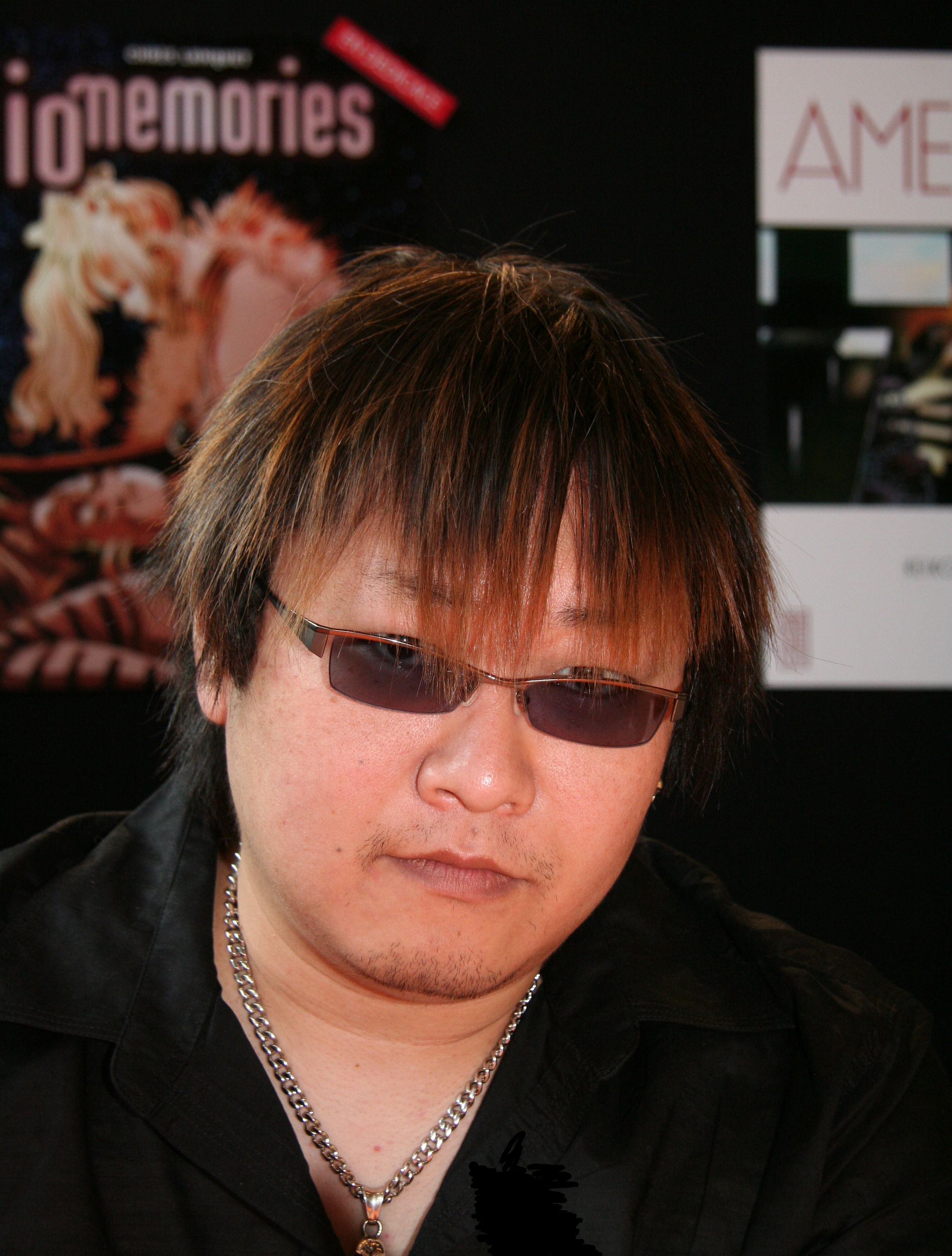
Nobuyuki Anzai

Nobuyuki Anzai (japanisch 安西 信行, Anzai Nobuyuki; * 19. August 1972 in der Präfektur Chiba, Japan) ist ein japanischer Manga-Zeichner.
1990 gewann er mit der Kurzgeschichte Ken2 Strenger! (剣2 STRENGER!) einen Nachwuchspreis des Shōgakukan-Verlages – den 26. Shinjin Comic Taishō. Seine erste Veröffentlichung sollte aber erst 1993 mit einer anderen Kurzgeschichte, D-Fucker, im Manga-Magazin Shōnen Sunday erfolgen, nachdem er zuvor dem Comiczeichner Kazuhiro Fujita bei dessen Serie Ushio to Tora assistiert hatte. Für Shōnen Sunday wurde er anschließend zu einem Stammzeichner. Von 1994 bis 1995 erschien in diesem Magazin seine etwa 500 Seiten umfassende Manga-Serie R Princess.
Der Durchbruch kam mit Recca no Honō (烈火の炎, übersetzt: Reccas Flamme, auch unter dem englischen Titel Flame of Recca bekannt). Als Teil dieser Comicserie, die auch als 42-teilige Anime-Fernsehserie umgesetzt wurde, zeichnete Anzai von 1995 bis 2002 für Shōnen Sunday über 5000 Seiten. Protagonist dieses Mangas ist ein Jugendlicher mit einer Faszination für Ninjas, der herausfindet, dass er selbst Nachfahre eines vor 400 Jahren vernichteten Ninja-Clans ist.
Von 2003 bis 2006 gelang dem Zeichner mit MÄR – Märchen Awakens Romance ein erneuter Erfolg. Der aus etwa 2700 Seiten bestehende Manga über einen Jungen, der von seinem Schulalltag in eine Märchenwelt katapultiert wird und dort zahlreiche Abenteuer bestehen muss, erschien, wie schon Recca no Honō, auch als Zeichentrickserie. 2006 war er für MÄR – Märchen Awakens Romance für den Kōdansha-Manga-Preis nominiert. Von 2006 bis 2007 arbeitete Anzai mit MÄR Omega an einer Fortsetzung des Mangas.
Seine Werke wurden in mehreren Sammelbänden herausgegeben. Er hat bereits über 50 Bücher veröffentlicht. 33 davon erschienen zu Recca no Honō; diese haben sich in Japan über 25 Millionen Mal verkauft. Anzais Werk wurde ins Englische, Deutsche, Französische, Thailändische, Indonesische und Spanische übersetzt.